# بتاح تكفا
بِتاح تِكفا أو قرية ملبّس [ المقامة عليها مستوطنة بتاح تكفا] (بالعبرية: פֶּתַח תִּקְוָה ؛ بمعنى «فتحة الأمل»، واللفظ: پيتـَح تيكـْڤا) مدينة تقع في الغرب الأوسط من فلسطين، شرق تل أبيب - يافا. تأسست في عام 1878 كبلدة زراعية على أراض سرقها اليهود من سكان قرية ملبّس العربية، وهي أوّل قرية فلسطينية أُقيمت عليها أول مستعمرة صهيونية إبان العهد العثماني، ولكن طبيعتها تغيرت، خاصة منذ تأسيس إسرائيل، حيث توسعت وأصبحت مدينة صناعية وجزء من كتلة المدن «غوش دان» حول تل أبيب. فيها يتم تصنيع الأنسجة، واللدائن، والأطعمة، وإطارات العجلات، والمنتجات المطاطية، والصابون، وهي أحد مراكز وادي السيليكون الإسرائيلي، كما يوجد فيها بساتين ليمون. يصل عدد سكانها 176,000 نسمة، وهي من أكبر المدن الإسرائيلية من حيث تعداد السكان. ويقع فيها مركز تحقيق عسكري أنشئ خصيصًا للتحقيق العسكري مع الأسرى الفلسطينيين، وجُهِّز دون أية شبابيك لغرفه وزنازينه.

## التاريخ
كانت القرية مأهولةً على امتداد التاريخ المعروف لكونها تقع في منطقةٍ شديدة الخصوبة حيث يرويها نهر العوجا، وهي أيضاً قريبة من خطوط الاتصالات الرئيسية في فلسطين، كما أنها أوّل قرية فلسطينية استولى عليها المستوطنون إبان العهد العثماني وأقاموا عليها أول مستعمرة صهيونية، وهي «بتاح تكفا»، التي يدلّ اسمها أنها بداية لتأسيس مستوطنات يهودية مشابهة.
تعتبر قرية مُلبّس اليوم موقعاً أثريّاً مهماً. تقع على تلٍ منخفض الارتفاع – 37 مترا فوق سطح البحر – وتُقدّر مساحة المنطقة المبنية منها بـ 30 دونماً. وهي على الحافة الجنوبية من نهر العوجا، على بعد 1.25 كم عنه، ما جعلها من أكثر المناطق خصوبة وأهمية استراتيجية في الساحل الفلسطيني. إضافة إلى أنها لم تبعد كثيراً عن الطرق الرئيسية التي تربط يافا بالقدس، ممّا أكسبها أهميةً كبيرةً في فترة الحكم الروماني. كانت القرية في العصر البرونزي موطناً لمجتمع ريفي صغير وأُقيمت في العصر الحديدي مستوطنة على أراضي القرى خلال الحكم الفارسي وامتدّت نحو التلال المجاورة. ووُجدت فيما بعد آثار متعدّدة للمستعمرة في تل ملبس. كما اكتشف المستعمرون الأوائل في «بتاح تكفا» قبوراً ترجع لفترة الحكم الروماني للقرية. وبقي المكان مسكوناً خلال الحكم البيزنطي وبداية الحكم الإسلامي، وكانت طبقاته المكتشفة مماثلةً للآثار المكتَشفة في مناطق قريبة اسمها «الفجّة».
اعتُبرت قرية ملبّس من أراضي الرملة خلال القرن الخامس عشر، ما جعل لهما حياة اقتصادية واجتماعية مشتركة. وفي عام 883 هجري (1478 ميلادي)،  وقف  السلطان الأشرف سيف الدين قايتباي ربع إيراداتها للمدرسة الأشرفية في القدس والجامع في مدينة غزة.  ومع بداية الحكم العثماني، بدت قرية ملبّس على أنّها غير مأهولة بالسكان، إذ لم تظهر على قوائم «الدفتر المفصل» وهو سجل الضرائب العثماني، لكنّ الباحث التاريخي الجغرافي «ديفد جروسمان» يقترح تسجيل قرية ملبّس تحت اسم (ميلوص) في الدفتر العثماني، وذلك لقلّة استخدام علامات الترقيم في النصوص العربية – التركية، كما أنّ القائمة الكاملة لأسماء المزارع لم تنشر بعد.
لم يحمِ القانون «الإسرائيلي» الإرث العثماني بعد عام 1700 ميلادي. مع ذلك، اكتشف خلال حفريات البحث في الطبقات الأولى لتل ملبّس بقايا نفايات، ووجد الباحثون بقايا أواني ماء وأنابيب فخارية تعود للقرن التاسع عشر، وبداية القرن العشرين، الأمر الذي يؤكد استمرارية استخدام خزانات الماء خلال فترة الحكم العثماني. كما كشفت الحفريات أن القرية كانت تتكوّن من أبنيةٍ من طوب اللبّن  وأُسس صخرية، ووجد أيضاً بعض من فخار غزة الأسود الذي يُعدّ أحد مميزات تلك الفترة التاريخية. أعيد توطين القرية من قبل مهاجرين مصريين ينتمون لعشيرة أبو حامد المصري ، كجزء من موجة الهجرة الأوسع التي استقرت في الأراضي المنخفضة الساحلية لفلسطين.
زار صندوق استكشاف فلسطين قرية "ملبس" عام 1874 ووصفها بأنها "قرية طينية ، وبها بئر". بعد بيع أراضي ملبس لرجال أعمال يهود ، تفرق سكانها في القرى المجاورة مثل جلجولية والفجّة.

### مستعمرة صهيونية
في الوقت الذي كانت مدرسة ميكفه إسرائيل الزراعية تعاني قلة عدد الطلاب، داعب يهود اليشوف حلم ابتياع أرض زراعية في المنطقة ذاتها بوإقامة مستوطنة زراعية عليها تكون مثالا لليهود المقدسيين وقتما ارتزق معظمهم من التبرعات المالية وعانوا من الزحمة في مدينتي القدس ويافا.
وتحقق الحلم بابتياع أرض من رجلي أعمال لبنانيين مسيحيين من يافا هما أنطوان بشارة تيان وسليم قصار يعملان بالصيرفة والربا. وكانت هاتان العائلتان قد استولتا على هذه الأرض بعد أن أغرقتا الفلاحين بديون تحمل فوائد فاحشة فعجز هؤلاء عن السداد فضلا عن عجزهم من دفع الضرائب الحكومية وعرضت أراضي قرية ملبس بالمزاد العلني الذي رسى على العائلتين المذكورتين وهي من أخصب أراضي فلسطين وأفضلها موقعا بالنسبة لليهود. ولم يكتف هؤلاء بهذه الأراضي بل قاموا بابتياع أراضي إضافية تتبع قرية العباسية المجاورة وأسسوا عليها مستوطنة بتاح تكفا. كانت ممتلكات تيان هي الأكبر، حيث بلغت حوالي 8500 دونم، لكن معظمها كان يقع في مستنقع الملاريا في وادي ياركون. وتقع ممتلكات قصار، البالغة مساحتها حوالي 3500 دونم، على بعد بضعة كيلومترات إلى الجنوب من نهر اليركون بعيدًا عن المستنقعات. تم شراء ممتلكات قصار في 30 يوليو 1878. وتم شراء ممتلكات تيان عندما وصلت مجموعة ثانية من المستوطنين، المعروفة باسم اليركونيم، إلى بتاح تكفا في العام التالي.
وتم تسجيلها باسم يوئيل موشيه سالومون ووقع على عقد الشراء امام القنصل النمساوي في يافا. وكان يعمل فيها نحو ثلاثين مزارعاً مستأجراً. وقد ترك المستوطنون الجدد الفلاحين العرب يفلحون الأرض بالضمان مؤقتاً. وبعد فترة تفجر خلاف حول ملكية مساحة 2600 دونم، ادعى المستوطنون الروس ملكيتها في حين ادعى الفلاحون العرب أنها لم تكن بالأصل ملكاً لعائلتي تيان وقصار؛ فهي لم تعرض بالمزاد العلني ولم تنزع ملكيتهم عنها.
تاريخ أول استيطان جماعي فيها كان عام 1881 الذي يعتبره المؤرخ الأمريكي ذو الأصل اليهودي الألماني والتر لاكوير بداية التاريخ الرسمي للاستيطان اليهودي في فلسطين بعد أن وصل حوالي 3000 يهودي من أوروبا الشرقية، تمكنوا من إنشاء عدد من المستوطنات في الفترة بين 1882 و 1884.[بحاجة لمصدر]
فشلت هذه المحاولة الأولية لكون الأراضي التي اشتراها المؤسسون محاطة بمستنقعات مسكونة ببعوض أنوفيلس التي تسبب للملاريا. في 1883 عاد المؤسسون إلى الموقع بعد أن تلقوا دعما ماليا من البارون اليهودي الفرنسي إدموند دي روتشيلد وأصبحت بتاح تكفا مستوطنة دائمة، استخدموه لتجفيف المستنقعات وتطوير البنية التحتية.
انفجر الوضع حين طلب المستوطنون الروس سنة 1886 من الفلاحين العرب إخلاء الأرض، فثارت ثائرتهم وعرفوا أن ذلك لا يعني إلا الاقتلاع والتشريد فانتفضوا ثانية، ونشب اشتباك دموي بين الطرفين وسقط الجرحى وعم الدمار والخراب في القريتين العربيتين وفي المستوطنة اليهودية. وتدخلت السلطات وأرسلت دركها المسلح الذي سارع لحل المشكلة لصالح المستوطنين اليهود بعد أن غرق بذهب الرشوة اليهودية، وقمعت الانتفاضة وتم اعتقال 31 من الفلاحين وأصبحت المستوطنة أمراً واقعاً.

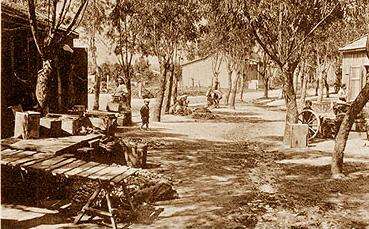
بتاح تكفا في 1912. المصور: ليو كاهن

في السنوات التالية انضم إلى المستوطنين مهاجرون يهود من شرقي أوروبا. كان مؤسسي بتاح تكفا يهوداً متدينين من المجتمع اليهودي القديم في القدس بينما اتبع المهاجرين مبادئ الفكرة الصهيونية العلمانية التي أخذت تشيع بين يهود شرقي أوروبا في ذلك الحين، ولكنهم لم يبتعد كثيرا عن أسلوب الحياة اليهودي الديني وكانوا متشبثين بفكرة الارتزاق من الزراعة، فكان التعاون بين المجموعتين ناجحا وتمتع أيضا من معونات البارون دي روتشيلد. تسمى بيتاح تكفا أحيانا «أم الموشافوت»، أي «أم البلدات اليهودية» (אם המושבות) إذ تابعت تأسيسها إقامة بلدات يهودية زراعية أخرى في منطقة السهل الساحلي من فلسطين، من أبرزها ريشون لتسيون وزخرون يعكوف.
في الحرب العالمية الأولى تلجأ إلى بتاح تكفا سكان تل أبيب ويهود يافا الذين أمر السلطات العثمانية بإخلاء مساكنهم. في عشرينات القرن العشرين أُقيم أول منطقة صناعية في بتاح تكفا حيث أخذت طبيعتها تتغير من بلدة زراعية إلى مدينة صناعية. في 1921 اعترفت سلطات الانتداب البريطاني على فلسطين ببتاح تكفا «مجلساً محلياً» وفي 1937 كمدينة.

## عمليات المقاومة
نفذت المقاومة الفلسطينية سلسلة من العمليات داخل المدينة، بما في ذلك قصف سوق الخضار في عام 1977، وثلاث هجمات خلال الانتفاضة الثانية: منها عمليتان استشهاديتان ؛ واحدة في 27 مايو 2002 ؛ والثانية في 25 ديسمبر / كانون الأول 2003 ، وفي 5 فبراير / شباط 2006 ، نفذ فلسطيني عملية طعن قتل فيها اثنين من المستوطنين الصهاينة.

## وصلات خارجية
- بتاح تكفا .. حجر أساس المشروع الصهيوني في فلسطين